# 石川弥八郎 (17代)
17代 石川 弥八郎（彌八郎、いしかわ やはちろう、1934年（昭和9年）7月11日 - 2012年（平成24年）9月21日）は、昭和から平成時代の政治家。醸造家。東京都福生市長。旧名は慶一郎。

## 出自
石川家は幕府天領（熊川村字南・字熊川牛浜、現福生市熊川）の名主役。13代目の石川弥八郎和吉の時、酒造りを始めた。

## 経歴
1957年（昭和32年）慶應義塾大学法学部卒業後、石川酒造所に入る。1965年（昭和40年）石川酒造設立に際し取締役、1977年（昭和52年）社長。のち会長。
1979年（昭和54年）福生市議会議員に当選。1985年（昭和60年）弥八郎を襲名。1988年（昭和63年）福生市長に就任し、3期務めた。
2012年（平成24年）9月21日、心不全のため死去した。

## 親族
- 高祖父：石川弥八郎 (13代)（品川県十一番組総代、醸造家）[4][5]
- 父：石川弥八郎 (16代)（醸造家）[6]
- 子：石川弥八郎 (18代)（石川酒造社長）[7]